# Hawk Point
Hawk Point és una població dels Estats Units a l'estat de Missouri. Segons el cens del 2000 tenia 459 habitants.

## Demografia
Segons el cens del 2000, Hawk Point tenia 459 habitants, 186 habitatges, i 119 famílies. La densitat de població era de 708,9 habitants per km².
Dels 186 habitatges en un 39,2% hi vivien nens de menys de 18 anys, en un 40,9% hi vivien parelles casades, en un 15,6% dones solteres, i en un 35,5% no eren unitats familiars. En el 32,8% dels habitatges hi vivien persones soles el 13,4% de les quals corresponia a persones de 65 anys o més que vivien soles. El nombre mitjà de persones vivint en cada habitatge era de 2,47 i el nombre mitjà de persones que vivien en cada família era de 3,04.
Per edats la població es repartia de la següent manera: un 31,8% tenia menys de 18 anys, un 9,6% entre 18 i 24, un 32% entre 25 i 44, un 14,8% de 45 a 60 i un 11,8% 65 anys o més.
L'edat mediana era de 31 anys. Per cada 100 dones de 18 o més anys hi havia 100,6 homes.
La renda mediana per habitatge era de 29.286 $ i la renda mediana per família de 42.500 $. Els homes tenien una renda mediana de 28.594 $ mentre que les dones 20.313 $. La renda per capita de la població era de 14.823 $. Entorn del 8,9% de les famílies i el 9,6% de la població estaven per davall del llindar de pobresa.

## Poblacions més properes
El següent diagrama mostra les poblacions més properes.